# ヴァルトシュピラーレ

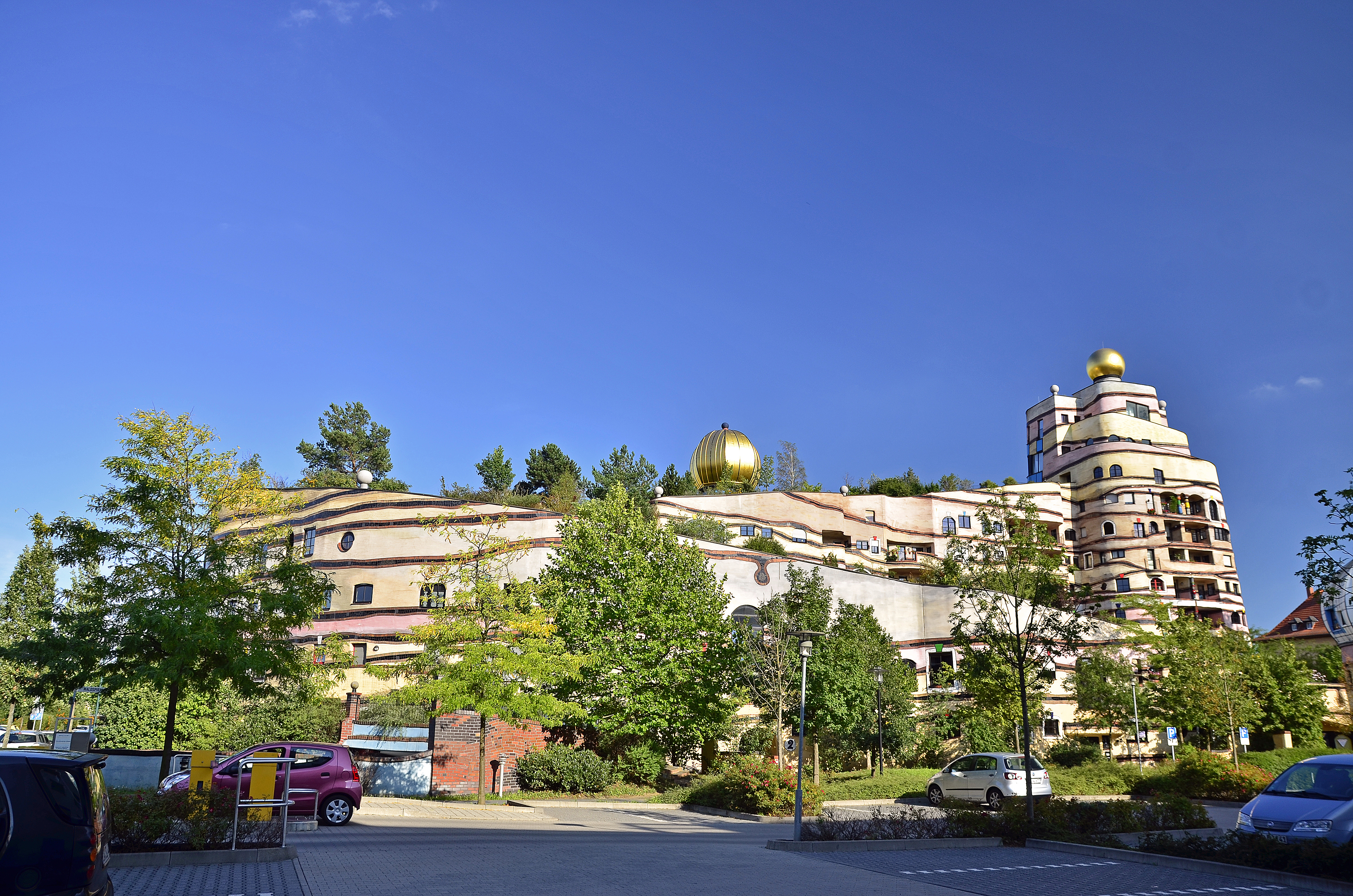
ヴァルトシュピラーレ、2011年。

ヴァルトシュピラーレ(ドイツ語Waldspirale）は、ドイツのダルムシュタットにあるフリーデンスライヒ・フンデルトヴァッサー設計の集合住宅。12階建て、全105戸。
「森の渦巻き」を意味する名前のとおり、渦巻き状に徐々にフロアが増えていき、頂には金色の玉ねぎ型のドームがあり、絵本に出てくるお城を思わせるユニークな形をしている。屋上は1階から最上階まですべてつながっており、緑の木々で覆われている。頂上部にはオープンカフェとバーもあり、中庭には、小さな池や子供の遊び場もある。直線を嫌ったフンデルトヴァッサーならではの曲線だらけの建物で、1000個以上ある窓はひとつとして同じ形のものはない。着工は1998年、完成は2000年。完成直前にフンデルトヴァッサーが亡くなったため、彼の最後の作品となった。